# یحیی تابش

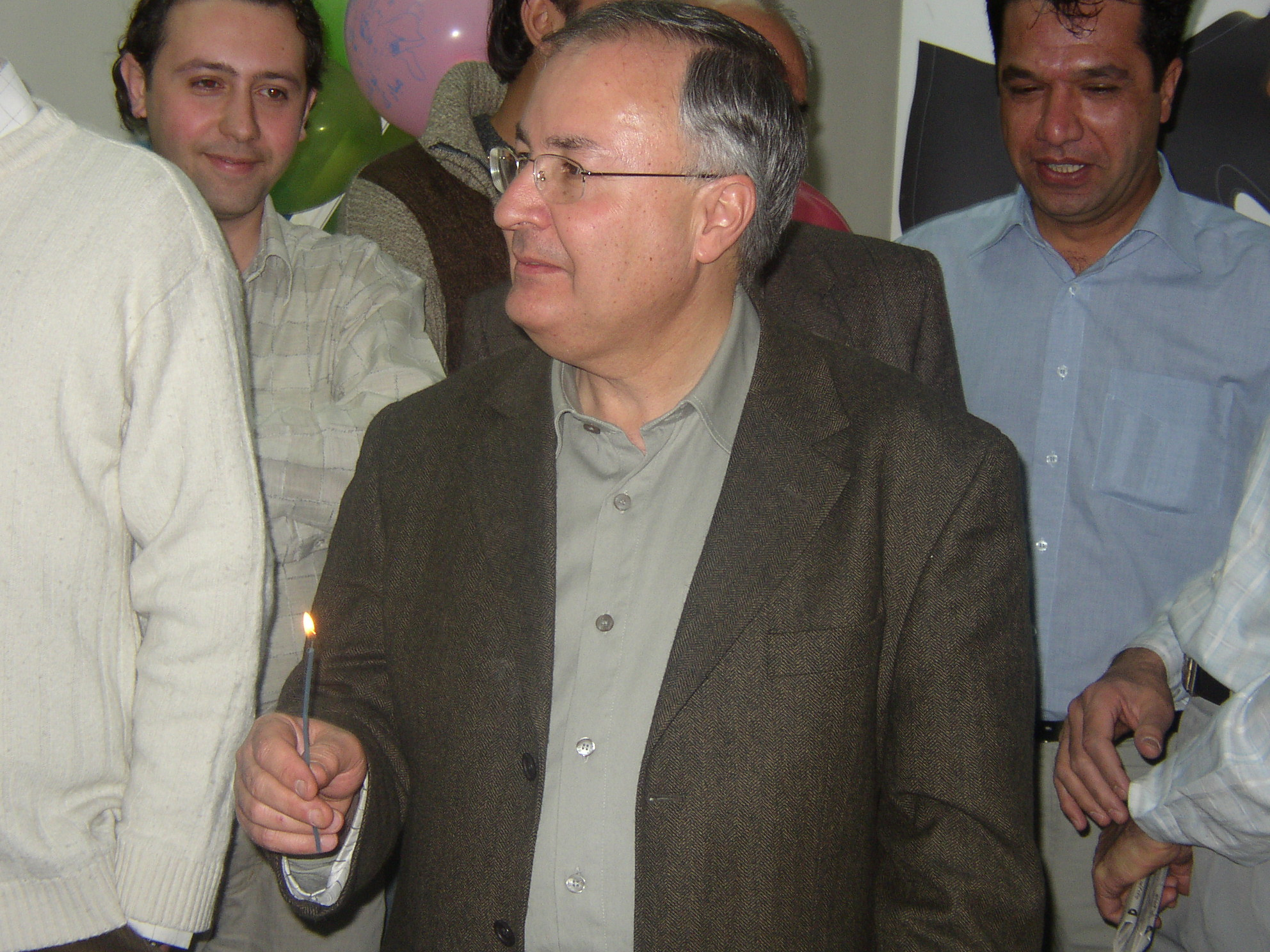
یحیی تابش در مراسم جشن ۷ سالگی بنیاد دانش و هنر

یحیی تابش متولد ۱۳۲۹ شمسی عضو هیئت علمی بازنشسته دانشکده علوم ریاضی دانشگاه صنعتی شریف است.
تابش عضو شورای عالی انفورماتیک (به نمایندگی از سازمان مدیریت و برنامه‌ریزی انتصاب از طرف محمدعلی نجفی) و شورای زبان و رایانه فرهنگستان زبان و ادب فارسی (به پیشنهاد حسین معصومی همدانی و انتصاب غلامعلی حداد عادل) است. وی مدیرعامل شرکت سپهر هفتم فناوری نو و رئیس هیئت مدیره شرکت فارسی‌وب شریف است. وی در سال‌های ۱۹۹۴ تا ۱۹۹۸ میلادی رئیس دانشکده علوم ریاضی دانشگاه صنعتی شریف بوده‌است.
همچنین وی از شهریور ۱۳۸۲ عضو گروه زبان و رایانه فرهنگستان زبان و ادب فارسی نیز است.
وی یکی از ۱۲۵ نفر از استادان دانشگاه صنعتی شریف بود که طی بیانیه‌ای در روز ۵ خرداد ۱۳۸۸، خواستار تبلور عقلانیت در مدیریت کشور و مشارکت فعال در انتخابات شدند. در این بیانیه از خارج کردن تدریجی متخصصان باتجربه از دایرهٔ تصمیم‌گیری، تکیه بر شعارهای عوام‌پسند نظیر مبارزه با مافیا و مظلوم‌نمایی با وجود در اختیار داشتن تمام ابزار قدرت، تحقیر مردم و سعی در تطمیع آنان به نام عدالت‌طلبی از خزانهٔ ملی، شکستن حرمت بزرگان و اندیشمندان و همچنین سوءاستفاده از احساسات پاک دینی و عدالت‌طلبانهٔ مردم در جهت فعال کردن شکاف‌های فرهنگی و طبقاتی، با ایجاد تضاد و تفرقه در سطح ملی و… انتقاد شده بود.
وی همچنین عضو هیئت علمی مرکز فناوری اطلاعات و ارتباطات پیشرفته دانشگاه صنعتی شریف است.
در ۵ آبان ۱۳۸۹ به مناسبت ۶۰ سالگی او، مراسم بزرگداشتی برای وی در دانشگاه صنعتی شریف برگزار شد. وی هم‌اکنون در دانشگاه استنفورد در حال پژوهش و تحقیق در خصوص تکنولوژی‌های نوین آموزشی و همچنین هوش مصنوعی است.